# 久保田恵
久保田 恵（くぼた めぐみ、1975年8月13日 - ）は、日本の女性声優。東京都葛飾区出身。ぷろだくしょんバオバブ所属。

## 経歴
バオバブ学園（現：ビジュアル・スペース俳優養成所）9期生を経てぷろだくしょんバオバブ所属。
1997年、ダイヤブロック付録ビデオの男の子役でデビュー。
『ピケット・フェンス』第21話のボビー役で初めて名前のある役を演じた。

## 人物
声優として、アニメ、外画吹き替え、ナレーションなどで活躍
特技はピアノ演奏。趣味はカラオケ、ギター演奏、イラスト描き、旅行、散歩。

## 出演
太字はメインキャラクター。

### テレビアニメ
1998年
- Weiß kreuz（女子高生、女学生）
- センチメンタルジャーニー（ウェイトレスA）

1999年
- アークザラッド（エルク〈子供〉）

2000年
- しましまとらのしまじろう（ハリー）
- ドキドキ♡伝説 魔法陣グルグル（レイド）

2001年
- 仰天人間バトシーラー（クレオン王子 / クレオカーメン）

2003年
- D.C. 〜ダ・カーポ〜（水越智也）
- 名探偵コナン（2003年 - 2013年、子供、裁判員、水谷千夏）

2004年
- 火の鳥（少年）

2005年
- かみちゅ!（女子）

2006年
- 009-1（ヴィクトル、アナウンス）
- RAY THE ANIMATION（江戸川賢治）

2007年
- ななついろ★ドロップス（深道信子）

2011年
- ダンボール戦機（2011年 - 2013年、山野バン） - 2シリーズ

2019年
- クレヨンしんちゃん（2019年 - 2021年、ケンちゃん、利本加太郎〈8歳〉）
- イナズマイレブン オリオンの刻印（幼いフロイ、シモン・ジトワ）
- ドラえもん（テレビ朝日版第2期）（少年）

2020年
- 忍たま乱太郎（忍たま）

### 劇場アニメ
- 音響生命体ノイズマン（1997年、手下）
- 劇場版イナズマイレブンGO vs ダンボール戦機W（2012年、山野バン[9]）
- 名探偵コナン 緋色の弾丸（2021年、アナウンス）

### ゲーム
1999年
- バトル昆虫伝（中田純一）

2000年
- ダーククラウド（トアン、ルビー）

2002年
- ダーククロニクル（ユリス）

2003年
- ルパン三世 海に消えた秘宝（テオ）

2006年
- マブラヴ（鎧衣尊人）
- マブラヴ オルタネイティヴ（鎧衣美琴）

2007年
- ななついろ★ドロップス pure!!（深道信子）

2008年
- Memories Off 6 〜T-wave〜（遠峯香里）
- レイトン教授と最後の時間旅行（クラウス・アルバトロの幼少期）

2009年
- タイムリープ（風太）

2013年
- ダンボール戦機ウォーズ（山野バン）

2018年
- スーパーロボット大戦X-Ω（鎧衣美琴）

2020年
- ドラガリアロスト（ベベット）

### ドラマCD
- ダンボール戦機 戦士たちの休息（山野バン）

### 吹き替え

#### 映画
- アイ・アム・サム（コナー・ローズ）※DVD版
- アレキサンダー（アレキサンダー〈少年時代〉）
- アンジェラの灰
- アンナと王様
- インティマシー 親密
- IN DREAMS/殺意の森 ※DVD版
- エア・バディ
- エアポート'04（リッキー・バーナード）
- 英雄の条件
- エンパイア・オブ・エイプス（ダニ）
- オーロラの彼方へ
- おわらない物語 アビバの場合（アビバ〈エマニ・スレッジ〉）
- キャッツ&ドッグス
- グラスハウス2（イーサン〈ボビー・コールマン〉）
- グレッグシリーズ（グレッグ・ヘフリー）
  - グレッグのおきて
  - グレッグのダメ日記
  - グレッグのダメ日記3
- サイバー・プリンセス NIGHTWOWORLD
- ジャック・フロスト
- 白い刻印 アフリクション（ジル・ホワイトハウス〈ブリジット・ティエルニー〉）
- 西遊記リローデッド（メイイム〈シャーリーン・チョイ〉）
- サムサッカー
- ジェイン・オースティン 秘められた恋（オースティン夫人）
- 300 〈スリーハンドレッド〉（プレイスタルコス）
- スチュアート・リトル
- スプリング 死の泉（ニック・コンウェイ（ジョセフ・クロス）
- スペース・ミッション 宇宙への挑戦（ビリー〈アレックス・D・リンツ〉）
- セルラー（リッキー・マーティン）
- Dear フランキー（フランキー）
- トムとトーマス（トム、トーマス）
- ドリーム・センス（マシュー）
- ナイト・ウォッチ（イゴール）
- ニードフル・シングス（ブライアン・ラスク）
- パワーレンジャー・ターボ・映画版・誕生!ターボパワー（ジャスティン・スティワート / ブルーターボレンジャー）
- ビーグル犬 シャイロ2（サム）
- ビーグル犬 シャイロ3（デイビッド）
- ピノキオ ニュー・アドベンチャー（ピノキオ）
- ビヨンド the シー 夢見るように歌えば（ボビー・ダーリン〈少年時代〉）
- ペナルティ・パパ（バッキー・ウェストン）
- マローン/黒い標的（無線 他）
- ミステリー、アラスカ
- 身代金（ショーン・ミュレン）
- メモリー・キーパーの娘（ポール〈少年時代〉）
- U-571

#### テレビドラマ
- 海風（スミン）
- カシコギ 父と子が過ごしたかけがえのない日々（タウム）
- 気分はぐるぐる（ヘクター・ガルシア〈ニコラス・ダン〉）
- キャロライン in N.Y.（エレベーターの女）
- 宮廷女官チャングムの誓い（少年）
- CSI：マイアミ8（コーディ・ウィリアムス）
- CSI:マイアミ10 ザ・ファイナル（オースティン）
- しあわせの処方箋（ブライアン）
- チャームド 〜魔女3姉妹〜（ジニー#126、フェニックス#169）
- 突然!サバイバル（レックス）
- トワイライト・ゾーン（クレイグ）
- ドレイク&ジョシュ（ドレイク〈子供時代〉）
- ネイキッド・ブラザーズ・バンド（ナット・ウォルフ）
- パワーレンジャーシリーズ（ジャスティン・スティワート / ブルーターボレンジャー）
  - パワーレンジャー・ターボ
  - パワーレンジャー・イン・スペース
- HAWAII FIVE-0（エヴァン、ジー・チェン〈エレイン・タン〉）
- ピケット・フェンス（ボビー）
- 炎のテキサス・レンジャー（デービィ、ジェイク、レオン 他）

#### アニメ
- おてんばソフィー（パトリシア）
- サムライジャック（少年時代のジャック）
- スーパーマン（ボビー・フェリックス、コンピューター音声）
- スター・ウォーズ/クローン・ウォーズ（ソニー）
- ハムナプトラ（アレックス）
- ヘイ・アーノルド!（シド）
- ヘラクレス（子供）

### ナレーション
- アニソンぷらす
- スッキリ!!（日本テレビ）
- We Can☆（BSフジ）

### その他コンテンツ
- 埼玉県警察マスコット『ポッポくん』
- 日本放送協会(NHK)ラジオ（ラジオ第1、第2、FM）のイメージキャラクター『らじる』